# ماریون پووست ولکات
ماریون پووست ولکات (انگلیسی: Marion Post Wolcott؛ ۷ ژوئن ۱۹۱۰ – ۲۴ نوامبر ۱۹۹۰) یک عکاس اهل ایالات متحده آمریکا بود.

## نگارخانه

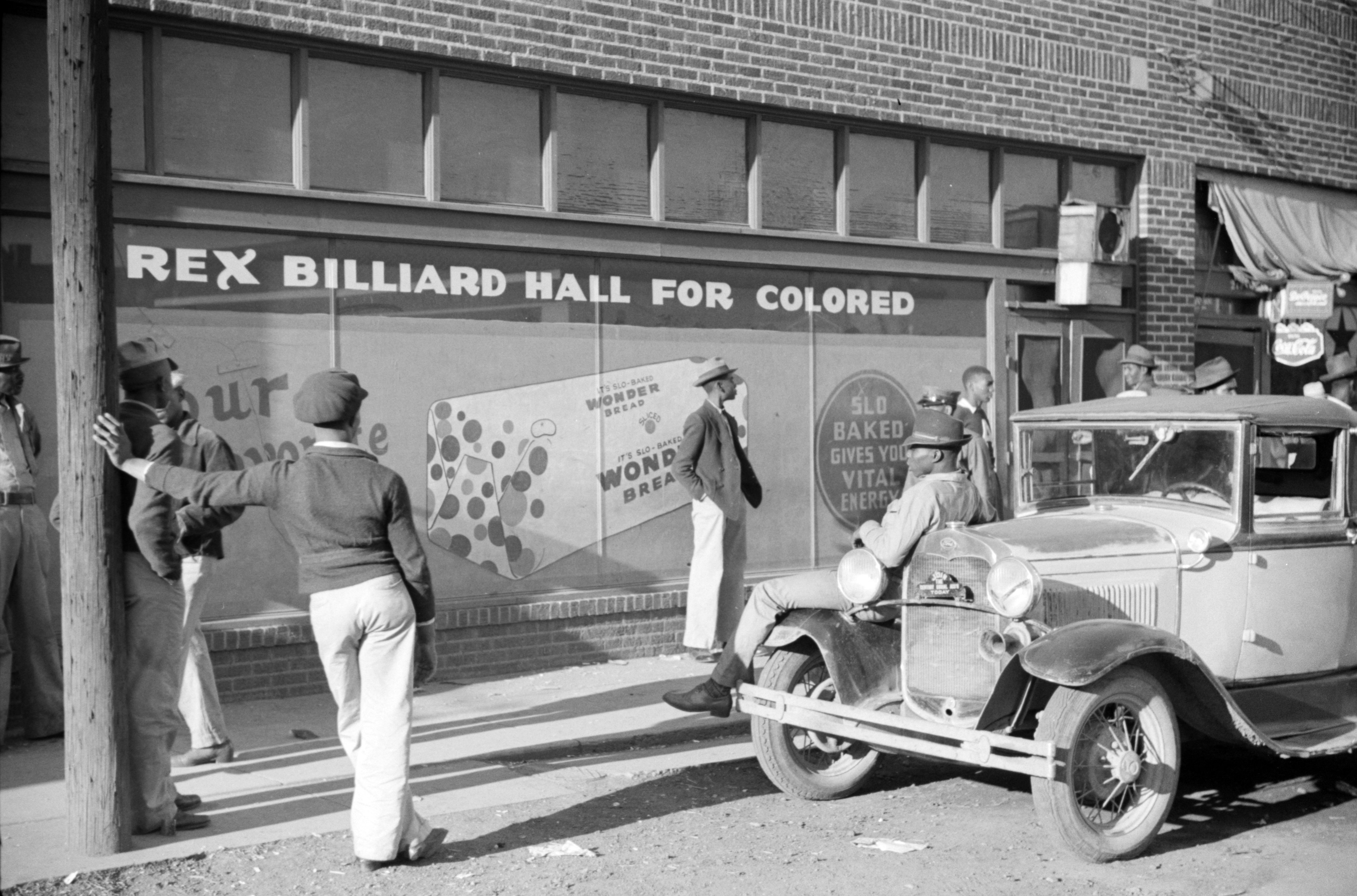
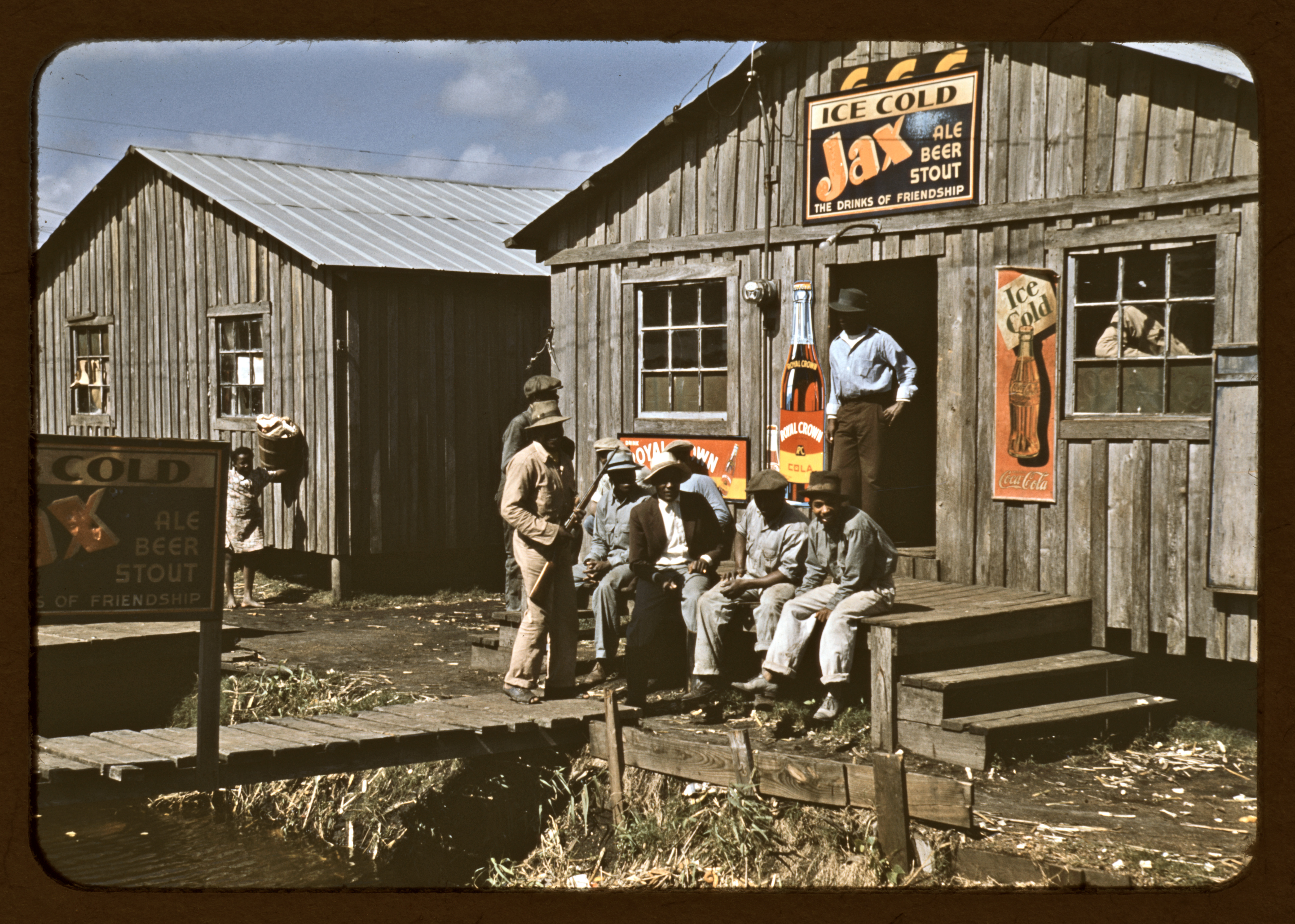
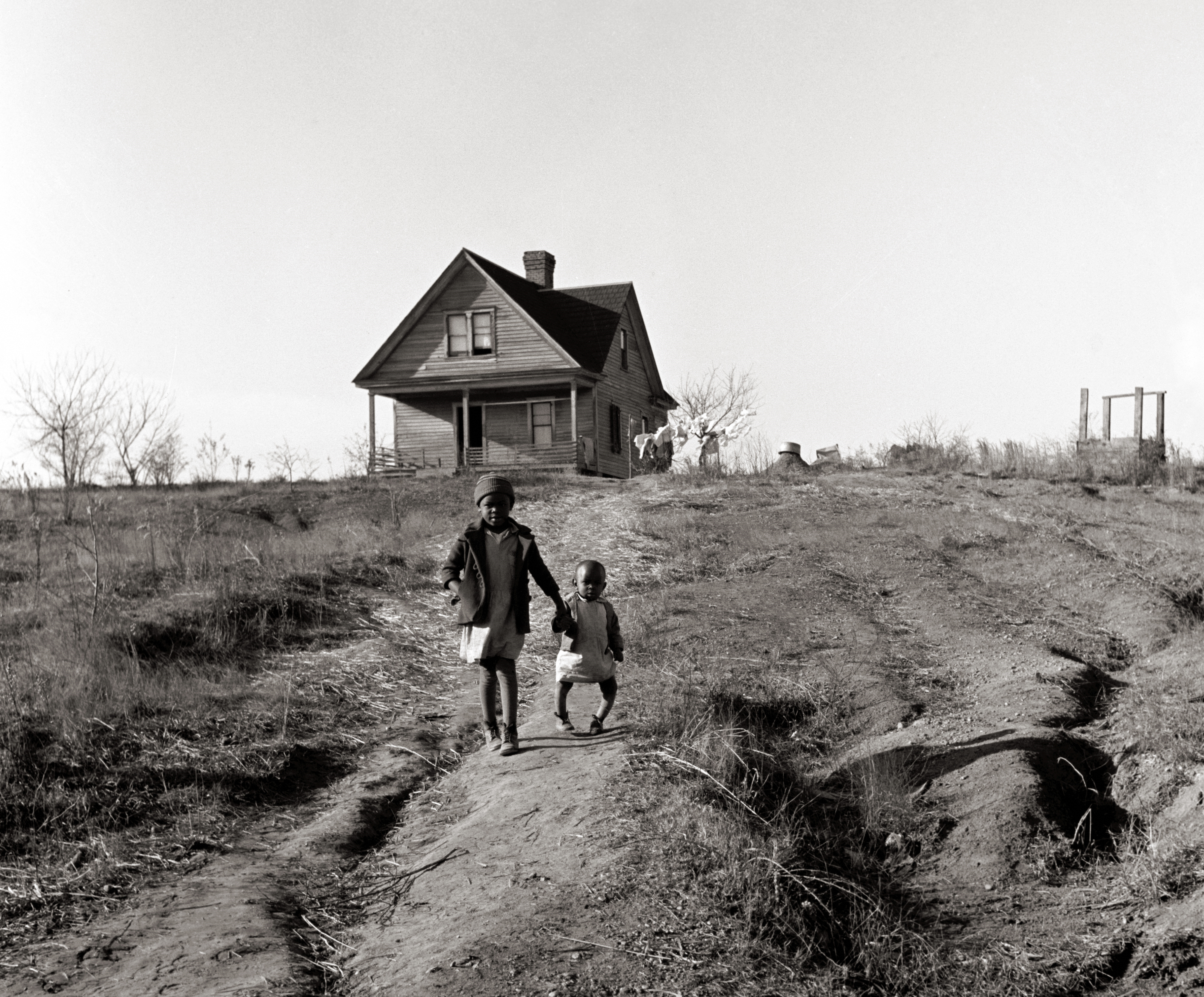
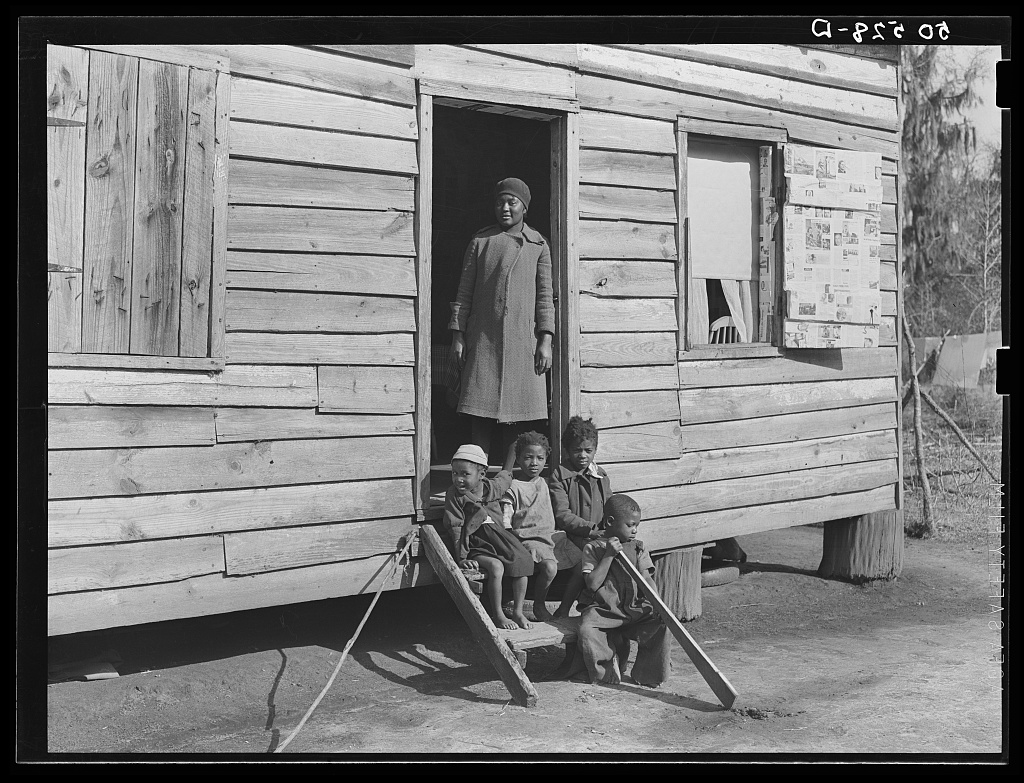